# Alfio Peraboni
Alfio Peraboni est un skipper italien né le 8 mai 1954 à Monza et mort le 11 janvier 2011 dans la même ville.

## Carrière
Alfio Peraboni obtient une médaille de bronze olympique de voile en classe Star aux Jeux olympiques d'été de 1980 de Moscou et lors des Jeux olympiques d'été de 1984 à Los Angeles.